# 結晶 (SCOOBIE DOのアルバム)
結晶は、2014年9月にリリースされたScoobie Doのスタジオ・アルバムである。

## 収録曲
1. 真夜中の太陽 [3:45]
2. 転がる石 [3:09]
3. 結晶 - YouTube [3:05]
4. いいぜいいぜ [3:00]
5. 月に手を伸ばせ [3:14]
6. 笑う女 [2:57]
7. やっかいなお土産 [3:03]
8. 無情の嵐 [3:02]
9. 囚われ者 [3:10]
10. 行っておいで [2:37]
11. あなたを教えて [3:21]
12. 憂いの雨 [3:20]

全作詞・曲／マツキ タイジロウ
全編曲、プロデュース/Scoobie Do

### 参加アーティスト
- 高野勲 - Keyboards (#4、#5、#11)
- 松井泉 - Conga (#4、#5、#11)、Bongos (#5、#8)
- BLACK BOTTOM BRASS BAND - (#5、#11)
  - Yassy - Trombone
  - Yuta919 - Trumpet
  - Monkey - Sax

### スタッフ
- 中村宗一郎 : エンジニア

### 先着特典
タワーレコード / TSUTAYA / HMV /disk union による先着購入特典。
- ポスターカレンダー

## アナログ盤
上記収録曲を収めたLP盤。2014年10月発売。完全生産限定盤。